# Pointes de la Blonnière
Les pointes de la Blonnière sont des sommets de France situés dans les Alpes, en Savoie et Haute-Savoie. Avec 2 369 mètres d'altitude, ils dominent la vallée de Manigod à l'ouest, le col des Aravis au nord et la vallée de l'Arrondine et la Giettaz à l'est. Ils se trouvent dans la chaîne des Aravis, au sud-est de la pointe de Merdassier et au nord de l'Étale.

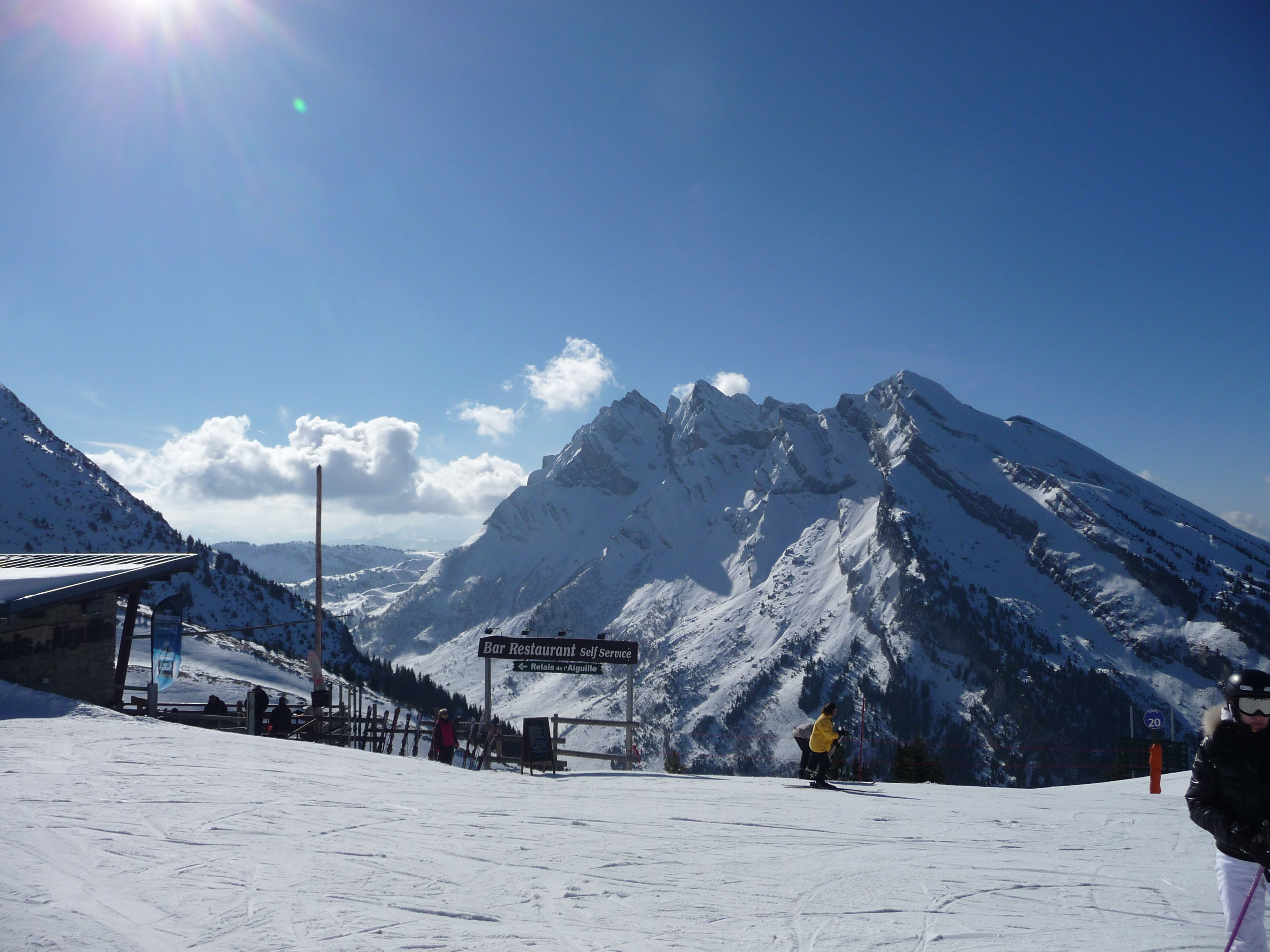
Les pointes de la Blonnière (à gauche) et la pointe de Merdassier (à droite) vues depuis le crêt du Loup, sur le flanc de l'aiguille de Borderan, au-dessus de la Clusaz au nord.